# Liste der Bodendenkmale in Dahme/Mark
In der Liste der Bodendenkmale in Dahme/Mark sind alle Bodendenkmale der brandenburgischen Stadt Dahme/Mark und ihrer Ortsteile aufgelistet. Grundlage ist die Veröffentlichung der Landesdenkmalliste mit dem Stand vom 31. Dezember 2020. Die Baudenkmale sind in der Liste der Baudenkmale in Dahme/Mark aufgeführt.
|    | Gemarkung                            | Flur / Lage | Kurzansprache | Bodendenkmalnummer | Bemerkung | Bild                                  |
| -- | ------------------------------------ | ----------- | --- | ------------------ | --- | ------------------------------------- |
| 1  | Altsorgefeld (Lage)                  | 1           | Dorfkern Neuzeit | 131127             | |                                       |
| 2  | Altsorgefeld (Lage)                  | 3           | Hügelgräberfeld Urgeschichte | 131230             | |                                       |
| 3  | Altsorgefeld (Lage)                  | 5           | Hügelgräberfeld Urgeschichte | 131231             | |                                       |
| 4  | Buckow (Lage)                        | 1, 3        | Hügelgräberfeld Bronzezeit | 131039             | |                                       |
| 5  | Buckow (Lage)                        | 1           | Dorfkern Neuzeit, Dorfkern deutsches Mittelalter                                                                                | 131044             | |                                       |
| 6  | Dahme (Lage)                         | 12          | Burgwall slawisches Mittelalter, Siedlung slawisches Mittelalter                                                                | 130252             | |                                       |
| 7  | Dahme (Lage)                         | 3           | Schloss Neuzeit, Burg deutsches Mittelalter                                                                                     | 130338             | Das Schloss Dahme wurde unter Einbeziehung der Bausubstanz einer mittelalterlichen Wasserburg der Herren von Dahme unter den Herzögen von Sachsen-Weißenfels Friedrich (* 1673; † 1715) und Johann Adolf II. (* 1685; † 1746) von 1711 bis 1714 zu einem Barockschloss mit repräsentativem Mittelrisalit umgestaltet. | Schlossruine Dahme                    |
| 8  | Dahme (Lage)                         | 11, 3, 9    | Altstadt Neuzeit, Altstadt deutsches Mittelalter                                                                                | 130616             | |                                       |
| 9  | Dahme (Lage)                         | 12          | Siedlung Eisenzeit | 131138             | |                                       |
| 10 | Dahme (Lage)                         | 12          | Siedlung Eisenzeit | 131174             | |                                       |
| 11 | Dahme ()                             | 8           | Wüstung deutsches Mittelalter                                                                                                   | 131175             | |                                       |
| 12 | Dahme ()                             | 8           | Gräberfeld Neolithikum | 131176             | |                                       |
| 13 | Dahme (Lage)                         | 3           | Hügelgräberfeld Urgeschichte | 131177             | |                                       |
| 14 | Dahme (Lage)                         | 12          | Siedlung Urgeschichte | 131178             | |                                       |
| 15 | Dahme (Lage)                         | 12          | Siedlung Urgeschichte | 131179             | |                                       |
| 16 | Dahme ()                             | 1, 2        | Siedlung Eisenzeit, Siedlung Bronzezeit                                                                                         | 131180             | |                                       |
| 17 | Dahme (Lage)                         | 1           | Siedlung Urgeschichte | 131181             | |                                       |
| 18 | Dahme ()                             | 2           | Hügelgräberfeld Urgeschichte | 131182             | |                                       |
| 19 | Dahme ()                             | 2           | Siedlung Ur- und Frühgeschichte                                                                                                 | 131183             | |                                       |
| 20 | Dahme (Lage)                         | 12          | Siedlung Urgeschichte | 131224             | |                                       |
| 21 | Dahme ()                             | 12          | Gräberfeld römische Kaiserzeit                                                                                                  | 131225             | |                                       |
| 22 | Dahme ()                             | 1           | Hügelgräberfeld Urgeschichte | 131351             | |                                       |
| 23 | Dahme, Schwebendorf ()               | 10, 1, 2    | Siedlung römische Kaiserzeit | 131292             | |                                       |
| 24 | Gebersdorf ()                        | 2           | Siedlung slawisches Mittelalter, Wüstung deutsches Mittelalter                                                                  | 131040             | |                                       |
| 25 | Gebersdorf ()                        | 5, 6        | Kirche deutsches Mittelalter, Dorfkern Neuzeit, Dorfkern deutsches Mittelalter                                                  | 131041             | | Dorfkirche Gebersdorf – panoramio (2) |
| 26 | Gebersdorf (Lage)                    | 6           | Siedlung Urgeschichte, Siedlung deutsches Mittelalter                                                                           | 131171             | |                                       |
| 27 | Gebersdorf, Prensdorf ()             | 7, 4        | Siedlung Urgeschichte | 131221             | |                                       |
| 28 | Kemlitz ()                           | 1, 2, 3     | Siedlung slawisches Mittelalter, Dorfkern deutsches Mittelalter, Dorfkern Neuzeit                                               | 131007             | |                                       |
| 29 | Kemlitz ()                           | 2, 3, 5     | Dorfkern Neuzeit, Dorfkern deutsches Mittelalter                                                                                | 131119             | |                                       |
| 30 | Kemlitz, Klein Ziescht ()            | 5, 1, 2     | Wüstung deutsches Mittelalter                                                                                                   | 130860             | |                                       |
| 31 | Liepe ()                             | 1           | Turmhügel deutsches Mittelalter, Kirche Neuzeit, Kirche deutsches Mittelalter, Dorfkern deutsches Mittelalter, Dorfkern Neuzeit | 130344             | | Dorfkirche Liepe                      |
| 32 | Niebendorf-Heinsdorf (Niebendorf) () | 1, 2        | Dorfkern deutsches Mittelalter, Dorfkern Neuzeit                                                                                | 131065             | |                                       |
| 33 | Niebendorf-Heinsdorf (Heinsdorf) ()  | 1, 3        | Dorfkern deutsches Mittelalter, Acker deutsches Mittelalter, Dorfkern Neuzeit                                                   | 131064             | |                                       |
| 34 | Rosenthal ()                         | 1           | Dorfkern deutsches Mittelalter, Dorfkern Neuzeit                                                                                | 131092             | |                                       |
| 35 | Rosenthal ()                         | 2           | Hügelgräberfeld Bronzezeit, Siedlung Bronzezeit                                                                                 | 131110             | |                                       |
| 36 | Rosenthal ()                         | 1, 2        | Gräberfeld römische Kaiserzeit, Siedlung römische Kaiserzeit                                                                    | 131111             | |                                       |
| 37 | Sieb ()                              | 1           | Siedlung Neuzeit | 131120             | |                                       |
| 38 | Schöna-Kolpien (Kolpien) (Lage)      | 6           | Kirche deutsches Mittelalter, Dorfkern deutsches Mittelalter, Dorfkern Neuzeit                                                  | 131090             | | Kolpien Kirche                        |
| 39 | Schöna-Kolpien (Kolpien) (Lage)      | 1           | Siedlung Ur- und Frühgeschichte                                                                                                 | 131355             | |                                       |
| 40 | Schöna-Kolpien (Kolpien) (Lage)      | 1, 6, 3     | Siedlung Urgeschichte | 131259             | |                                       |
| 41 | Schöna-Kolpien (Schöna) (Lage)       | 2, 3        | Dorfkern Neuzeit, Dorfkern deutsches Mittelalter, Siedlung Eisenzeit, Kirche deutsches Mittelalter                              | 131086             | Eine im Kern romanische Saalkirche, welche nach einem Brand im Jahr 1777 in den Jahren 1777–1778 durch den Grundherrn Friedrich von Milkau wieder errichtet wurde. Die Apsis, der Chor und möglicherweise auch das Schiff sind im Baukern romanisch, der Turm stammt aus dem Jahr 1778.                               | Schöna Kirche                         |
| 42 | Schöna-Kolpien (Schöna) (Lage)       | 3           | Befestigung deutsches Mittelalter, Turmhügel deutsches Mittelalter                                                              | 131087             | Hauptartikel: Turmhügel Schöna | Borchelt Schöna                       |
| 43 | Schöna-Kolpien (Schöna) (Lage)       | 3           | Hügelgräberfeld Bronzezeit | 131088             | |                                       |
| 44 | Schöna-Kolpien (Schöna) (Lage)       | 3           | Gräberfeld Eisenzeit | 131089             | |                                       |
| 45 | Schöna-Kolpien (Schöna) (Lage)       | 1, 3        | Siedlung Urgeschichte | 131173             | |                                       |
| 46 | Schwebendorf (Lage)                  | 1           | Dorfkern Neuzeit, Dorfkern deutsches Mittelalter                                                                                | 131091             | |                                       |
| 47 | Schwebendorf ()                      | 2           | Siedlung römische Kaiserzeit | 131293             | |                                       |
| 48 | Wahlsdorf ()                         | 2, 4        | Siedlung Ur- und Frühgeschichte, Dorfkern deutsches Mittelalter, Dorfkern Neuzeit                                               | 131038             | |                                       |
| 49 | Wahlsdorf ()                         | 3           | Hügelgräberfeld Bronzezeit | 131379             | |                                       |
| 50 | Zagelsdorf ()                        | 1           | Turmhügel deutsches Mittelalter, Dorfkern deutsches Mittelalter, Dorfkern Neuzeit                                               | 131098             | |                                       |
| 51 | Zagelsdorf ()                        | 1           | Hügelgräberfeld Urgeschichte | 131172             | |                                       |